# Brela
Brela är en stad vid den dalmatiska kusten i södra Kroatien. Staden har 1 771 invånare (enligt folkräkningen år 2001) och en yta på 20 km². Brela ligger i Split-Dalmatiens län, cirka 15 kilometer nordväst om Makarska, mellan Biokovobergen och Adriatiska havet. Staden utgör en egen kommun som hör till Makarskarivieran. Turism är den viktigaste näringen.